# Wilhelm Ulrici
Wilhelm Friedrich Benjamin Ulrici (22. Juli 1869 in Karlsruhe – 11. August 1935 in Kassel) war ein deutscher Opernsänger (Bass).

## Leben
Der Sänger begann 1892 seine Bühnenlaufbahn am Hoftheater von Karlsruhe und ging dann an das Stadttheater von Ulm (1894 bis 1895) und an das Stadttheater von Augsburg (1895 bis 1896). Von 1896 bis 1902 war er am Opernhaus von Leipzig tätig; hier wirkte er am 27. November 1896 in der Uraufführung der Oper Kukuška (Libretto: Felix Falzari) von Franz Lehár mit. 1902 ging er an das Hoftheater von Kassel und blieb dort bis zu seinem Bühnenabschied 1915.